# Inmigración micronesia en los Estados Unidos
Los micronesios estadounidenses son personas que migraron o que descienden de personas de los Estados Federados de Micronesia que migraron a los Estados Unidos. Según el censo de 2010, un total de 8,185 residentes se autoidentificaron como originarios del país, que consta de 4 estados. Más de la mitad de estos residentes identificaron su origen como el estado de Chuuk (4.211) y el resto de la siguiente manera: 2,060 personas de Pohnpei, 1,018 de Yap y 906 personas de Kosrae. 

## Historia
A principios de la década de 1970, cuando se extendió la Beca Pell, varios cientos de personas de Micronesia (incluido el país de los Estados Federados de Micronesia y los otros grupos de islas de la región de Micronesia) emigraron anualmente a los Estados Unidos para asistir a la universidad. A fines de la década de 1970, muchos micronesios estaban emigrando a Guam y Estados Unidos con la intención de establecer una residencia permanente allí. En 1980, Estados Unidos, varios cientos de personas de los Estados Federados de Micronesia ya residían en los Estados Unidos, y la mayoría de ellos eran de las islas exteriores de Yap. No querían regresar a su país y no querían establecerse en Yap, donde carecían de estatus social y donde la tierra escaseaba. 
En 1986, los micronesios obtuvieron el derecho a vivir y trabajar en los Estados Unidos de forma permanente, gracias al Pacto de Libre Asociación que abarca el FSM, la República de las Islas Marshall (RMI) y la República de Palaos Al principio, los emigrantes de Micronesia a los EE. UU. En virtud del pacto eran en gran medida del estado de Chuuk, y la mayoría de ellos se establecieron en Guam y Saipán. Cuando ambas islas experimentaron una recesión a principios de la década de 1990, los micronesios se dirigieron cada vez más a Hawái. La migración de los Estados Federados de Micronesia a los Estados Unidos aumentó significativamente a mediados de la década de 1990 cuando disminuyó el financiamiento compacto para los Estados Federados de Micronesia y la República de las Islas Marshall. 

## Demografía
En 2006, un artículo del Micronesian Counselor estimó que más de 30,000 ciudadanos de Micronesia vivían en los Estados Unidos y sus territorios. Según esta fuente, uno de cada cuatro micronesios vivía en Estados Unidos o sus territorios.  Sin embargo, en el censo de 2010 de los Estados Unidos, Solo 8,185 residentes de Estados Unidos dijeron que eran descendientes depersonas de los Estados Federados de Micronesia. Aproximadamente 1,200 personas migran anualmente desde los Estados Federados de Micronesia a los Estados Unidos para buscar trabajo y dar a sus hijos una mejor educación. La mayoría de los micronesios estadounidenses viven en las islas del Pacífico estadounidense (Guam, Islas Marianas del Norte y Hawái), pero también en el sur de California (como San Diego o Pasadena), Portland (en Oregon; en esta ciudad viven algunos miles de micronesios de toda el área de Micronesia), Texas (Corsicana, siendo en su mayoría del estado de Chuuk) y Florida Central (donde los micronesios, en su mayoría pohnpeianos, se encuentran dispersos por un área que se extiende desde Orlando hasta Tampa y Clearwater).
Los micronesios también están aumentando rápidamente en otros lugares de los Estados Unidos como Kansas City, Misuri, donde la mayoría de los micronesios son de origen pohnpeiano. Entonces, comunidades de 4,000 a 5,000 migrantes de Micronesia viven alrededor de Portland y Kansas City. Otra gran concentración de micronesios se encuentra en el suroeste de Misuri y el noroeste de Arkansas. La población de Pohnpei (incluidas las islas exteriores que forman parte del estado de Pohnpei) en estas áreas se ha estimado entre 5,000 y 7,000. La evidencia de la vasta población de Pohnpei en esta área se puede ver en el torneo anual de softbol que se lleva a cabo en Neosho, que también es una ciudad hermana de Kolonia, Pohnpei. Algunos marshaleses también viven en el noroeste de Arkansas (contados por miles). Las pequeñas comunidades de Micronesia también viven en lugares como Miami, Oklahoma, donde viven cientos de personas de Chuuk, y Morristown, Tennessee, con una población en rápido crecimiento de más de 1,000 personas a partir de 2020.
Los micronesios residentes en Estados Unidos han creado redes para unir a todas las familias micronesias que viven en las zonas en las que viven y brindarle su apoyo. Esto ocurre en muchas partes del país. Siendo en su mayoría protestantes, las redes generalmente dependen de las iglesias, que a menudo profesan la religión protestante, sin embargo, estos facilitan el énfasis en los deportes y la recreación de sus miembros en lugar de las enseñanzas religiosas. La relación entre los micronesios en estas redes facilita la vida en Estados Unidos. Además de los protestantes también existen importantes minorías de católicos micronesios en los Estados Unidos. Así, según el sitio web del Movimiento de Reforma Chuuk (una cadena de personas chuukesas, cuyo objetivo es mejorar la vida de esta etnia en los Estados Unidos), en mayo de 2009 se ordenó un sacerdote de manera permanente, el Padre Bruce Roby, en la Diócesis de Bridgeport, Connecticut, siendo el primer sacerdote católico de los Estados Federados de Micronesia en asignación permanente en los Estados Unidos de América.

## Organizaciones
Muchos micronesios viven en el sur de California, donde tienen, al menos, una asociación: la Asociación Micronesia del Sur de California (Mascal), ubicada en la ciudad de San Diego, para fomentar la relación entre los micronesios residentes en los Estados Unidos. Además, la asociación promueve oportunidades educativas, "desarrollo de carrera" y establece algunos programas diseñados para promover la conciencia social y los servicios para sus miembros. 

## Gente notable
- Keitani Graham, luchador grecorromano
- Emelihter Kihleng, poeta